# 國定浩一
國定 浩一（くにさだ こういち、1940年（昭和15年） - 2024年（令和6年）1月24日）は、日本の経済評論家。大阪学院大学大学院商学研究科教授。専門は日本経済、関西経済。旧字の「國」が常用漢字に入っていないため、新聞やテレビ等では国定浩一と表記されることもある。
東京府生まれの大阪府育ち。大阪府立北野高等学校、東京大学法学部卒業。

## 人物

### 銀行時代
大和銀行ニューヨーク支店巨額損失事件においては専務取締役として最終処理を担当している。

### 主義・主張
「金は汗を流して稼げ」がモットーである。外資系企業に対しては懐疑的な見解を採り、聖域なき構造改革に反対の立場に立つ。堀江貴文、村上世彰の手法を早くから批判し、小泉改革が格差を生んだとして小泉純一郎や竹中平蔵を強く批判している。
2008年の大阪府知事選挙では、堺屋太一らとともに橋下徹を支援する団体「橋下氏を知事にする勝手連」を設立し、代表を務めた。橋下とは北野高校の先輩後輩の間柄である。

### 阪神ファン
熱狂的な阪神タイガースファンとして知られ、「虎エコノミスト」との異名を持つ。
2002年に映画ミスター・ルーキーで阪神ファン役でゲスト出演。

## 略歴
- 1940年（昭和15年） 東京府生まれ。
- 1943年（昭和18年） 大阪府泉北郡高石町に転居。
- 1964年（昭和39年） 東京大学法学部卒業後、旧大和銀行に入行[2]。
- 1990年（平成2年） 新宿・虎ノ門両支店長を経て、取締役。
- 1993年（平成5年） 常務取締役・東京営業部長。
- 1996年（平成8年） 専務取締役。
- 1998年（平成10年） 大和銀総合研究所社長。
- 2003年（平成15年）
  - 4月  りそな総合研究所会長。
  - 10月  大阪学院大学企業情報学部教授[1]。
- 2015年時点 大阪学院大学大学院商学研究科教授。
- 2024年（令和6年）1月24日 病院で死去[4][3]。83歳没。

## 著書・論文等
- 産経新聞 『紙面批評』（連載）
- 日本経済新聞 『十字路』（連載）
- 中日新聞 『景気球』（連載）
- 大阪日日新聞 『まいど、なにわ経済余話』（連載）
- 毎日新聞 外部紙面研究委員
- BCNニュース 『視点』（連載）
- 『阪神ファンの経済革命』 テイ・オー・エンタテイメント（著書）
- 『阪神ファンの経済効果 (角川oneテーマ21)』 角川書店（著書）
- 『「阪神ファン式」人生の法則 感動が成功を生む』 TOブックス（著書）

## 出演番組

### 現在
- 読売テレビ 『ウェークアップ!ぷらす』　コメンテーター
- 読売テレビ 『たかじんのそこまで言って委員会』　ゲスト、パネラー常連
  - DVD第2弾でもゲスト出演。
- 読売テレビ 『あさパラ!』　ゲストパートナー

### 過去
- 読売テレビ 『情報ライブ ミヤネ屋』　月曜日レギュラー
- 関西テレビ 『FNNスーパーニュースアンカー』　火曜日コメンテーター

## その他の活動
- 橋下氏を知事にする勝手連 代表
- 関西経済同友会 海外交流委員会 共同委員長
- 関西経済同友会 郵政・特殊法人等改革委員会 委員長
- 大阪府 行財政改革有識者会議 委員
- 関西再活性研究会 堺屋塾 副会長
- 毎日放送 番組審議会委員